# Mercat (comerç)

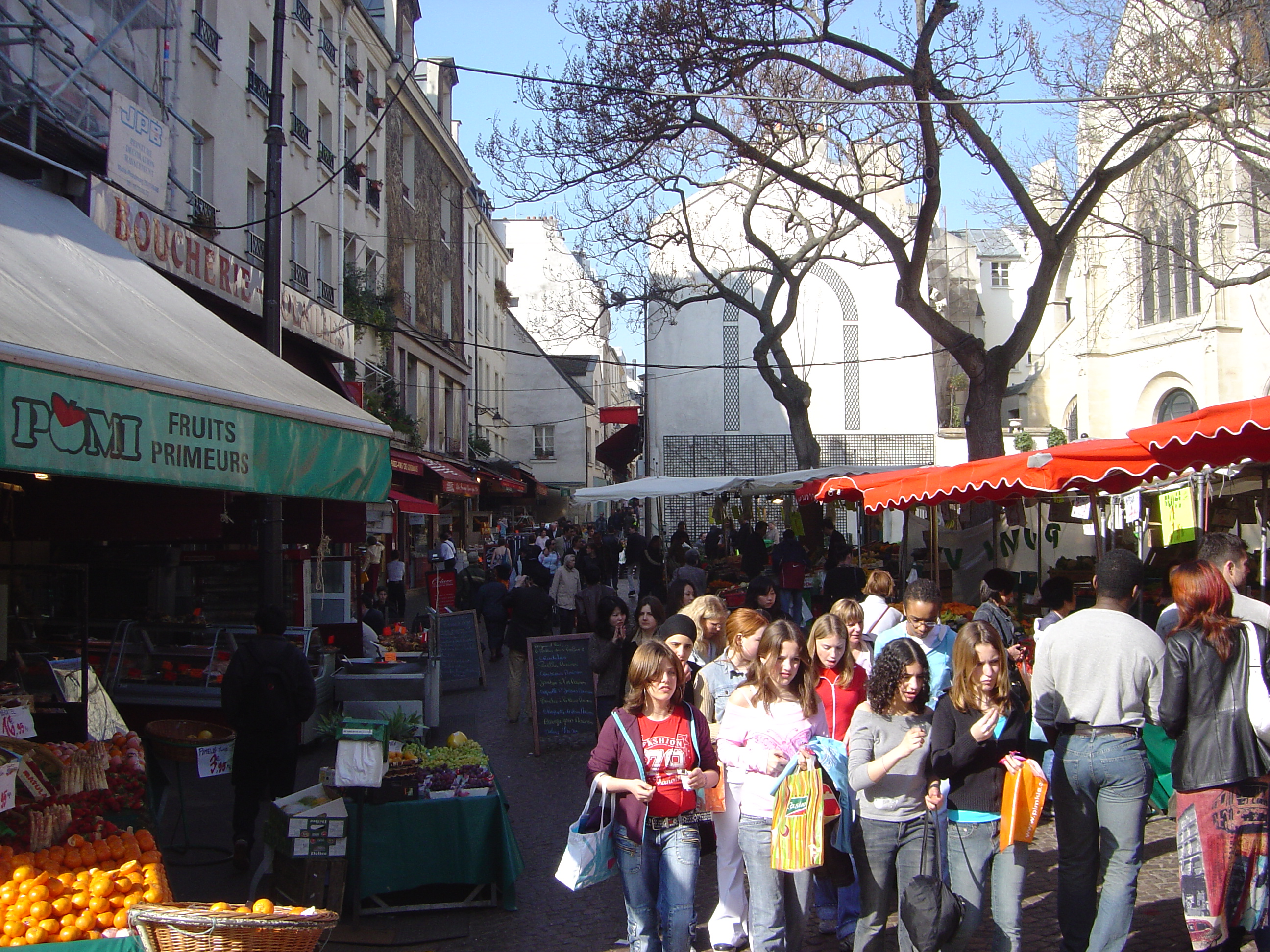
Mercats de carrer tal com aquesta a la Rue Mouffetard, París són encara comuns a França. Venedors i grangers venen fruites i hortalisses, però també carn i peix, i d'altres productes.

Un mercat és l'espai, actual, virtual o metafòric, en el qual un mercat opera. El terme és també usat en un context legal per fer denotar l'actual entorn de consum, és a dir, el 'món real' en el qual productes i servicis són proveïts i consumits.

## Història
A Catalunya se celebren fires i mercats des d'abans de l'edat mitjana. Van néixer davant la necessitat d'establir un punt de trobada entre comerciants i compradors i continuen vigents. En ple segle xxi, són un lloc de trobada social amb fama de tenir un assortiment de qualitat.
Des de temps primitius hi ha hagut intercanvi de béns i productes entre persones i pobles. Els orígens dels intercanvis comercials, però, es remunten a l'àgora atenenca. Malgrat el pas del temps, els mercats i les fires no han deixat de ser un lloc d'articulació social, de trobada entre els que tenen la necessitat de vendre i els que desitgen adquirir. Una àgora en la qual els productes s'exposen, on els colors i les olors es barregen i on es pot establir, moltes vegades, contacte directe amb el productor.
Els mercats, com els coneixem ara, es van començar a gestar sobretot a l'edat mitjana com a resposta a l'escassetat de subministraments per les aglomeracions humanes que van produir. Es tractava, sobretot, de fixar unes dates on la gent es pogués trobar. Amb els mercats també es van començar a regular les mesures, els pesos i les monedes que s'havien d'utilitzar per realitzar les transaccions.
En aquell moment, la celebració dels mercats depenia, sobretot, del gènere que s'havia de vendre. En canvi, les fires s'acostumaven a celebrar a l'entorn d'alguna festivitat religiosa i tenien una periodicitat anual. També depenien dels moviments anuals del bestiar –transhumància, rutes caravaneres i comercials marítimes–. La gent, doncs, anava a les fires tan sols durant una època de l'any a trobar productes assequibles. Actualment a Catalunya hi ha moltes poblacions en les quals se celebren aquestes fires. Fins i tot, en alguns pobles una vegada a l'any reprodueixen els mercats que es feien durant l'edat mitjana i transformen els carrers. Aquest seria el cas de Guimerà, Peratallada, Batea, Vic o Montblanc, per posar alguns exemples.
A Catalunya, un dels mercats més antics dels quals es té constància és el de Bellcaire, al segle xiv, però n'hi ha molts altres que daten gairebé igual d'antic.
Amb el pas del temps, els mercats s'han transformat. Han canviat els productes i la imatge, però encara són un lloc de trobada social amb un assortiment de qualitat. Potser per aquest motiu, per la percepció de tradicionalitat i de bon gènere, els últims anys s'ha vist incrementat notablement el nombre de persones que, a vegades, arriben a recórrer quilòmetres per assistir a un mercat o a una fira en concret.